# Velká synagoga (Lodž)
Velká synagoga byla ve své době jednou z nejvýznamnějších budov svého typu v Lodži.
Postavena byla roku 1881, její výstavbu financovali místní židovští průmyslníci, jako například Izrael Poznański, Joachim Silberstein a Karol Scheibler. Architektem byl Adolf Wolff ze Stuttgartu, který mj. projektoval také synagogu v Karlových Varech.
Budova však byla otevřena pouze pro jistou část místní židovské komunity, hlavně pro ty, již se podíleli na jejím vybudování (do synagogy se dokonce prodávaly lístky).
Velkou synagogu zapálili v noci z 10. na 11. listopadu 1939 nacisté, v roce 1940 byly zbytky budovy odstraněny.